# Sometimes They Come Back... To Mosh
Sometimes They Come Back... To Mosh är andra albumet av svenska Thrash metal-bandet F.K.Ü.

## Låtar
1. "Sometimes They Come Back..."
2. "To Mosh"
3. "Fury 58"
4. "Die Toten Core"
5. "Moshoholics Anonymous"
6. "Paraskevidekatriaphobia"
7. "Agent Amy Steel"
8. "F.K.Ü. Says No"
9. "C.H.Ü.D."
10. "C.H.Ü.D. Pt. 2"
11. "Maniac Cop"
12. "Zombie Attack" (Tankard cover)
13. "Grave Robbing Mania"
14. "Motel Hell"
15. "Marine Marauders"
16. "Four Fingers Fatal to the Flesh"
17. "Disciples of the Mosh"